# أبغرمك العليا نقارة خانة (كبغيان)
أبغرمك العليا نقارة خانة (بالفارسية: آبگرمک علیا نقاره‌خانه) هي قرية تقع في إيران في قسم كبغيان الريفي. يقدر عدد سكانها بـ 36 نسمة .